# Stepujący Koń Marvin
Stepujący Koń Marvin (ang. Marvin The Tap-Dancing Horse, 2000−2002) – amerykańsko–kanadyjsko–południowokoreański serial animowany, który emitowany był dawniej na kanale Canal+ (pierwsza wersja dubbingu) i wydany na DVD oraz emitowany na kanale Polsat JimJam (druga wersja dubbingu).

## Fabuła
Serial opowiada o przygodach brązowego cyrkowego konia imieniem Marvin, który przeżywa niezwykłe przygody.

## Obsada
- Ron Pardo – Marvin
- Dwayne Hill – Jack
- Sheila McCarthy – Emocjonalna świnia Elizabeth
- Fiona Reid – Słoń Diamonds
- Marlowe Windsor-Menard – Eddy Largo

## Wersja polska
Postaciom głosów użyczyli:
- Joanna Domańska – 
  - Eddy Largo,
  - Andrew (odc. 24a)
- Dorota Lanton – Słoń Diamonds
- Julita Kożuszek-Borsuk – 
  - Elizabeth,
  - Babcia Eddy’ego (odc. 8a),
  - Dziewczynka (odc. 9b),
  - Loubelle Rose (odc. 19a),
  - Cathy (odc. 24a)
- Edyta Torhan –
  - Edna,
  - Mama Stripes'a (odc. 9b),
  - Babcia Eddy’ego (odc. 19b)
- Dariusz Błażejewski – 
  - Szybkomówiący Jack,
  - Squinty Pete,
  - Jeden z klaunów-sługów Lymana,
  - Reginald Q. Fernsworth (odc. 5a),
  - Reżyser Laszló (odc. 9a),
  - listonosz (odc. 21a)
- Andrzej Chudy – 
  - Marvin,
  - Jeden z klaunów-sługów Lymana,
  - Producent płatków śniadaniowych (odc. 9a),
  - Spiker (odc. 19b),
  - Clyde (odc. 23a),
  - Abner (odc. 26a)
- Leszek Filipowicz – 
  - Stripes,
  - Lyman Slime,
  - Jeden z klaunów-sługów Lymana,
  - Niedźwiedź (odc. 8b),
  - Tata dziewczynki (odc. 9b),
  - Philbert (odc. 13b),
  - Fleur (odc. 19b),
  - Borys (odc. 24b)

Śpiewali: 
- Andrzej Chudy (czołówka, odc. 1a, 7a, 7b, 8b, 19a, 24a,2 6b),
- Joanna Domańska (odc. 7a, 7b, 8b),
- Dorota Lanton (odc. 8b),
- Leszek Filipowicz (odc. 12b, 22b, 25b, 26b),
- Julita Kożuszek-Borsuk (odc. 25a, 26b)

Reżyseria i udźwiękowienie: Krzysztof Nawrot

Wersja polska: GMC Studio na zlecenie SDT Film
Lektor: Andrzej Chudy

## Spis odcinków
| Nr             | Polski tytuł                       | Angielski tytuł                          |
| -------------- | ---------------------------------- | ---------------------------------------- |
|                |                                    |                                          |
| SERIA PIERWSZA |                                    |                                          |
|                |                                    |                                          |
| 01             | Nowa praca Eddy’ego                | Eddy's Job                               |
| 01             | Słonie prawie nigdy nie zapominają | Elephants Almost Never Forget            |
|                |                                    |                                          |
| 02             | Skok Marvina do wody               | Marvin's High Dive                       |
| 02             | Pomyłka Eddy’ego                   | Eddy's Wrong Order                       |
|                |                                    |                                          |
| 03             | Stripes poluje na nagrodę          | Stripes' Sticky Situation                |
| 03             | Stripes ucieka z cyrku             | Stripes Takes Off                        |
|                |                                    |                                          |
| 04             | Nowa orkiestra                     | The New Band                             |
| 04             | Filmowiec Eddy                     | Eddy's Video                             |
|                |                                    |                                          |
| 05             | Największy fan Elizabeth           | Elizabeth’s Biggest Fan                  |
| 05             | Wizyta                             | The Visit                                |
|                |                                    |                                          |
| 06             | Współlokator Marvina               | Marvin's Roommate                        |
| 06             | Awantura o zęby Stripes'a          | Stripes' Dental Fuss                     |
|                |                                    |                                          |
| 07             | Niespodzianka Marvina              | Marvin's Surprise                        |
| 07             | Eddy uczy się tańczyć              | Eddy Learns to Dance                     |
|                |                                    |                                          |
| 08             | Z wizytą u babci                   | Visit to Grandma's                       |
| 08             | Na ryby                            | Gone Fishing                             |
|                |                                    |                                          |
| 09             | Reklama płatków śniadaniowych      | Marvin's Breakfast Jam                   |
| 09             | Żelazna łapa                       | The Iron Claw                            |
|                |                                    |                                          |
| 10             | Elizabeth i oałac strachu          | Elizabeth and the Haunted House          |
| 10             | Marvin cwałuje po mieście          | Marvin Horses Around                     |
|                |                                    |                                          |
| 11             | Wielki występ Eddy’ego             | The Big Show                             |
| 11             | Szczęśliwy dzień Eddy’ego          | Eddy's Fortune                           |
|                |                                    |                                          |
| 12             | Wdzięk Eddy’ego                    | Eddy's Charm                             |
| 12             | Eddy i kowboj                      | Eddy and the Cowboy                      |
|                |                                    |                                          |
| 13             | Gdy świnki latają                  | When Pigs Fly                            |
| 13             | Pan O. Rzeszek                     | Mr. P. Nutty                             |
|                |                                    |                                          |
| SERIA DRUGA    |                                    |                                          |
|                |                                    |                                          |
| 14             | A widzisz...                       | Now You See It...                        |
| 14             | Gdy wschodzą gwiazdy               | When the Stars Come Out                  |
|                |                                    |                                          |
| 15             | Eddy bije rekord                   | Eddy and the Record                      |
| 15             | Pierwszy film Marvina              | Marvin in the Movies                     |
|                |                                    |                                          |
| 16             | Marvin i Eddy na pustkowiu         | Marvin and Eddy in the Middle of Nowhere |
| 16             | Zła wróżba Stripes'a               | Stripes' Mis-Fortune                     |
|                |                                    |                                          |
| 17             | Zagrajmy w piłkę                   | Just for Kicks                           |
| 17             | Edna, śpiewająca sensacja          | Edna the Singing Sensation               |
|                |                                    |                                          |
| 18             | Elizabeth rządzi                   | Elizabeth in Charge                      |
| 18             | Odważ się marzyć                   | Dare to Dream                            |
|                |                                    |                                          |
| 19             | Prawdziwa przyjaźń                 | The Importance of Being Eddy             |
| 19             | Eddy’ego boli gardło               | Eddy's Sore Throat                       |
|                |                                    |                                          |
| 20             | Mały Olaf                          | Little Olaf                              |
| 20             | Szalone żarty                      | Jokers Go Wild                           |
|                |                                    |                                          |
| 21             | I wyskakuje łasica                 | Pop Goes the Weasel                      |
| 21             | Szczęśliwy cylinder Marvina        | Marvin's Lucky Hat                       |
|                |                                    |                                          |
| 22             | Z pchłą, czy bez pchły?            | To Flea or Not to Flea                   |
| 22             | Eddy nocuje poza domem             | Eddy's Sleepover                         |
|                |                                    |                                          |
| 23             | Marvin dotrzymuje kroku            | Marvin Keeps Track                       |
| 23             | Diamonds i przyjęcie z tańcami     | Diamonds' Dance Party                    |
|                |                                    |                                          |
| 24             | Pomaluj swój wózek                 | Paint Your Wagon                         |
| 24             | Rosyjski niedźwiedź                | Truth or Bear                            |
|                |                                    |                                          |
| 25             | Wielki plusk Elizabeth             | Elizabeth’s Big Splash                   |
| 25             | Światowe tournée Stripes'a         | Stripes' World Tour                      |
|                |                                    |                                          |
| 26             | Mały, wielki człowiek              | Little Big Man                           |
| 26             | Wspaniały występ                   | Fast Talkin' Jack's Real Class Act       |
|                |                                    |                                          |